# Klaus Pekarek
Klaus Pekarek (* 12. Dezember 1956 in Klagenfurt, Österreich) ist Vorstandsmitglied der Uniqa Österreich AG mit Zuständigkeit für die Vertriebsmarke Raiffeisen Versicherung. Er war Generaldirektor der Raiffeisenlandesbank Kärnten. Zusätzlich war er Vorsitzender des ORF-Stiftungsrates. Er war bis 2008 Präsident des Kärntner Skiverbandes (LSVK) und ist nun einer der Ehrenpräsidenten.

## Werdegang
Pekarek studierte an der Universität Graz von 1975 bis 1980 Rechtswissenschaften. In dieser Zeit war er als Assistent am Institut für öffentliches Recht beschäftigt. Im Anschluss an seine Promotion zum Doktor der Rechtswissenschaften (1981) war er unter anderem im Institut für Finanzrecht der Universität Graz und als Lehrbeauftragter tätig. Pekarek trat 1984 als Direktionsassistent in die Raiffeisenlandesbank Kärnten ein. Bevor er 1988 den Posten des Geschäftsführers übernahm, leitete er die Rechts- und Revisionsabteilung und war außerdem als Lehrbeauftragter der Universität Klagenfurt für Finanz- und Wirtschaftsrecht tätig. Ab 1993 bis 2008 war Pekarek Generaldirektor der Raiffeisenlandesbank Kärnten. Ab 1999 war er – auf Empfehlung seines Freundes Jörg Haider – im Kuratorium des ORF und wurde Ende Oktober 2001 zum Vorsitzenden des Stiftungsrats des ORF gewählt. Pekarek sollte als Vorsitzender aufgrund Unstimmigkeiten mit dem BZÖ wieder abgewählt werden, doch war dies während der Periode nicht möglich. 2010 hatte er nicht mehr für den Stiftungsrat kandidiert.
Am 7. Jänner 2008 trat Pekarek als Generaldirektor der Raiffeisenlandesbank Kärnten per Ende Juni 2008 zurück, seit 1. Juli 2009 war er Mitglied des Vorstands der Raiffeisen Versicherung AG, deren Leitung er im Jänner 2010 übernahm. Im Oktober 2016 fusionierte die Raiffeisen Versicherung AG in die Muttergesellschaft Uniqa Österreich. Pekarek ist seitdem Uniqa-Vorstandsmitglied für den Bankenvertrieb. Der Name „Raiffeisen Versicherung“ bleibt als Vertriebsmarke erhalten.